# Episodi di The Chi (terza stagione)
La terza stagione della serie televisiva The Chi, composta da dieci episodi, è stata trasmessa sul canale statunitense via cavo Showtime dal 21 giugno al 23 agosto 2020.
In Italia, la stagione è andata in onda sul canale satellitare Fox dal 6 agosto al 1º ottobre 2020.
| n° | Titolo originale     | Titolo italiano           | Prima TV USA   | Prima TV Italia   |
| -- | -------------------- | ------------------------- | -------------- | ----------------- |
| 1  | Foe ‘Nem             | Uno di noi                | 21 giugno 2020 | 6 agosto 2020     |
| 2  | Brewfurd             | Debole                    | 28 giugno 2020 | 13 agosto 2020    |
| 3  | Buss Down            | Una ragazza facile        | 5 luglio 2020  | 20 agosto 2020    |
| 4  | Gangway              | Vie di fuga               | 12 luglio 2020 | 27 agosto 2020    |
| 5  | Terror Town          | Terror Town               | 19 luglio 2020 | 3 settembre 2020  |
| 6  | Woo Woo Woo          | Festa a sorpresa          | 26 luglio 2020 | 10 settembre 2020 |
| 7  | A Stain              | Andare avanti             | 2 agosto 2020  | 17 settembre 2020 |
| 8  | Frunchroom           | La stanza della prigionia | 9 agosto 2020  | 24 settembre 2020 |
| 9  | Lackin               | Senza preavviso           | 16 agosto 2020 | 1º ottobre 2020   |
| 10 | A Couple, Two, Three | Il prezzo da pagare       | 23 agosto 2020 | 1º ottobre 2020   |